# Держава Алеппо
Держава Алеппо (1920–1924; фр. État d'Alep, араб. دولة حلب) — одна з шести держав утворених французьким генералом Анрі Гуро на терені французького мандату у Сирії, згідно з рішеннями конференції в Сан-Ремо і скасуванням недовготривалого Арабського Королівства Сирія.
Іншими державами були Держава Дамаск (1920), Алавітська держава (1920), Джабаль аль-Друз (1921), і Санджак Александретта (1921). Держава Великий Ліван (1920) стала пізніше сучасною країною Ліван.

## Створення
Держава Алеппо проголошено французьким генералом Анрі Гуро 1 вересня 1920 за для полегшення контролю над Сирією, шляхом поділу її на кілька невеликих держав. Франція стала більш ворожою до ідеї єдиної Сирії після битви при Майсолуні. Держава Алеппо включала санджак Александретта і керувалася Каміль Паша аль-Кудс. 
Відокремлюючи Алеппо і Дамаск, Гуро хотів отримати вигоду з традиційної конкуренції між двома містами і перетворити її на політичний розкол. Населення Алеппо було незадоволено тим, що Дамаск був обраний столицею нової держави Сирія. Гуро відчув ці настрої і намагався маніпулювати ними шляхом проголошення Алеппо столицею великої і багатої держави, з якою було б важко Дамаску конкурувати. Держава Алеппо включала більшу частину родючих земель Сирії— терен навколо Алеппо й родюча долина Євфрату. Держава також мала доступ до моря через автономний Санджак Александретта. З іншого боку, Дамаск, який є головним чином оазою на околиці Сирійської пустелі, не мав ні достатньо родючої землі, ні виходу до моря. Гуро мав на меті заманити Алеппо, надавши йому контроль над більшою частиною сільськогосподарських та мінеральних ресурсів Сирії, щоб він ніколи не потребував об'єднуватися з Дамаском знову.

## Населення
Більшість мешканців Держави Алеппо були мусульмани-суніти, головним чином араби, курди мешкали в східних регіонах, та інші етноси під час мухаджирства переселившиєся в цей край, особливо черкеси, адиги, албанці, босняки, помаки, турки, кабардинці, чеченці тощо) Значна кількість шиїтів була в містах. Алавіти зосереджені зокрема, в Автономному Санджаку Александретта. 
Алеппо був оселею для однієї з найбагатших і найбільш диверсифікованих християнських громад Сходу . Християни, що належать до десятка різних громад (з переважанням вірменської і сирійської православної церкви та інших православних конфесій) становлять близько третини населення міста Алеппо, що робить його містом із найбільшою християнською спільнотою на Близькому Сході за межами Лівану. Багато християн жили східні райони держави зокрема сирійські і ассирійські християни. 
У 1923 році загальна чисельність населення держави становила близько 604 000 (без урахування кочового населення східних регіонів).  У місті Алеппо також була велика єврейська громада близько 10.000 чоловік.
| Розподіл населення в державі Алеппо. Перепис 1921-22 |             |          |
| Релігія                                              | Чисельність | Відсоток |
| Суніти                                               | 502,000     | 83.1%    |
| Алавіти                                              | 30,000      | 5%       |
| Християни                                            | 52,000      | 8.6%     |
| Євреї                                                | 7,000       | 1.2%     |
| Іноземці                                             | 3,000       | 0.5%     |
| разом                                                | 604,000     | 100%     |

## Сирійська Федерація і Держава Сирія
22 червня 1922, генерал Гуро проголосив створення Сирійської Федерації (la Fédération Syrienne), яка включала державу Дамаск, державу Алеппо, і алавітську державу. У 1924 році алавітська держава була відокремлена знову. Сирійська Федерація була перейменована у державу Сирія 1 грудня 1924.